# Pteralopex
Pteralopex — рід рукокрилих, родини Криланових, що об'єднує 5 видів тварин.

## Морфологія
Морфометрія. Довжина голови й тіла: 255—280 мм, хвіст відсутній, довжина передпліччя: 116—171 мм.
Опис. Хутро густе, пухнасте, і чорне. Крилові мембрани іноді зі світлими плямами знизу. Pteralopex вирізняються тим, що мають гострокінцеві зуби. Більшість криланових Старого Світу тепер не мають загострених зубів, мабуть, втративши їх в процесі еволюції.

## Види
- Pteralopex
  - Pteralopex anceps
  - Pteralopex atrata
  - Pteralopex flanneryi
  - Pteralopex pulchra
  - Pteralopex taki